# Аталайя-ду-Кампу
Аталайя-ду-Кампу (порт. Atalaia do Campo; МФА: [ɐ.tɐ.ˈɫaj.ɐ du ˈkɐ̃.pu]) — парафія в Португалії, у муніципалітеті Фундан. Розташована в східній частині країни, на теренах історичної португальської провінції Бейра. Входить до складу округу Каштелу-Бранку. За адміністративним поділом, чинним до 1976 року, терени парафії були складовою провінції Нижня Бейра. Належить до Порталегрівсько-Каштелу-Бранківської діоцезії Католицької церкви. Патрон — Іван Хреститель. Площа — 11,5076 км². Населення — 546 ос. (2011). Слабо урбанізований регіон. Густота населення — 47,45 осіб/км²
. Код — 050407.

## Населення
| Кількість мешканців | Кількість мешканців | Кількість мешканців | Кількість мешканців | Кількість мешканців | Кількість мешканців | Кількість мешканців | Кількість мешканців | Кількість мешканців | Кількість мешканців | Кількість мешканців | Кількість мешканців | Кількість мешканців | Кількість мешканців | Кількість мешканців |
| ------------------- | ------------------- | ------------------- | ------------------- | ------------------- | ------------------- | ------------------- | ------------------- | ------------------- | ------------------- | ------------------- | ------------------- | ------------------- | ------------------- | ------------------- |
| 1864                | 1878                | 1890                | 1900                | 1911                | 1920                | 1930                | 1940                | 1950                | 1960                | 1970                | 1981                | 1991                | 2001                | 2011                |
| 460                 | 535                 | 593                 | 662                 | 902                 | 1 064               | 1 129               | 1 218               | 1 353               | 1 358               | 891                 | 811                 | 733                 | 645                 | 546                 |